# Xanadu
Xanadu (mong.: ᠱᠠᠨᠠᠳᠦ, Шанду; chiń.: 上都; hanyu pinyin: Shàngdū) – letnia stolica władców z dynastii Yuan do czasu, kiedy siedzibą stało się miasto Zhongdu (chiń: 中都), położona w Mongolii Wewnętrznej ok. 275 km na północ od Pekinu i ok. 28 km na północny zachód od miasta Duolun.
Nazwa Xanadu utrwaliła się w kulturze Zachodu jako metafora zbytku i bogactwa dzięki poematowi Samuela Coleridge'a Kubla Chan i wykorzystywana jest szeroko w sztuce i literaturze.
W 2012 roku stanowisko archeologiczne w Xanadu zostało wpisane na listę światowego dziedzictwa UNESCO.